# Ціргу
Ціргу (ест. Tsirgu), також Цірку (ест. Tsirku) — село в Естонії, входить до складу волості Меремяе, повіту Вирумаа.